# Кансеитов, Тагай Кансеитович
Тагай Кансеитов (каз. Тағай Қансейітұлы Қансейітов; род. 10 мая 1950, Толебийский район, Южно-Казахстанская область, Казахская ССР) — казахстанский ученый сельскохозяйственной отрасли и организатор цветного каракулевого хозяйства. доктор сельскохозяйственных наук (2004), профессор. Лауреат Государственной премии Республики Казахстан в области науки и техники (2005).

## Биография
Родился в 1950 году в селе Аккум Толебийского района Южно-Казахстанской области.
В 1973 году окончил Самаркандский сельскохозяйственный институт.
В 2004 году защитил учёное звание кандидата сельскохозяйственных наук, тема диссертации: «Научные основы и практические приемы создания стад каракулево-курдючных овец окраски сур бронзовой расцветки»
С 1973 по 1975 годы — зоотехник совхоза «Новобогат» Махамбетского района Атырауской области.
С 1975 по 1994 годы — зоотехник, научный сотрудник Казахского научно-исследовательского института Каракольского хозяйства.
С 1994 года — ведущий научный сотрудник Западно-Казахстанского научно-производственного центра сельского хозяйства.
В настоящее время профессор кафедры «Технология продуктов животноводства» Южно-Казахстанского государственного университета им. М. Ауэзова
Основные научные труды предназначены для определения и внедрения в производство новых пород овец, отличающихся оригинальным цветом.

## Награды и звания
- 2005 — Государственная премия Республики Казахстан в области науки и техники совместно с авторским коллективом за работу Казахский тип каракульской породы и атырауская порода курдючных овец смушково-мясо-сальной продуктивности: методы выведения, современное состояние и перспективы развития.[2][3]